# 伊伯內什蒂鄉 (博托沙尼縣)
48°4′N 26°22′E / 48.067°N 26.367°E
伊伯內什蒂鄉（羅馬尼亞語：Comuna Ibănești, Botoșani），是羅馬尼亞的鄉份，位於該國東北部，由博托沙尼縣負責管轄，面積47平方公里，海拔高度180米，2007年人口4,150，人口密度每平方公里89人。